# Дид, Андре
Андре Дид (Анри Андре Огюстен Шапе (при рождении Шапюи); Henri André Augustin Chapais (Chapuis)) — французский актёр и режиссёр, снимавшийся в серийных комедиях. В России ему дали прозвище «Глупышкин».

## Биография
Родился в семье мелкого государственного чиновника. Учился в классическом лицее. После смерти отца бросил учёбу и уехал в Париж.
Несколько месяцев играет в труппах пантомимы «Прайс» и «Омер». Через какое-то время переходит в известный в то время мюзик-холл Франции — «Фоли-Бержер». Далее была работа в театре «Шатле». Именно в «Шатле» его замечает Люсьен Нонге и приводит на студию  «Пате». 
Первым значительным успехом Дида в кинематографе была серия «Буаро», что в переводе означает «Пьянчужка». Фильмы серии длились всего лишь семь-десять минут.
В 1908 году Дид подписывает контракт с кинофирмой «Итала». В Италии Дид получил прозвище «Кретинетти» и познакомился с Валентиной Фраскароли.
Андре Дид был чрезвычайно популярен в англосаксонских странах под именем Фулхеда (Дурень), а затем Джима. Он особенно прославился в Южной Америке, где его называли то Торрибио, то Санчес. Именно в Италии он выработал свой сценический образ. Многие из его фильмов снимались на открытом воздухе: на улицах или в пригородах Турина, увлекательная живость подобных сцен придает его картинам определённый ритм. Действие их построено на нелепых и смешных трюках.
Успех Андре Дида породил в Италии множество подражателей. В «Амброзио» в 1910 году был приглашен французский клоун Марсель Фабр по прозвищу Робинэ, который пытался конкурировать с Кретинетти-Грибуем. Этот новый комик, так же как и его соперник, выступал во множестве ролей: полицейского, молодожёна, лётчика, нищего, разини. Другая туринская фирма, «Аквила», выпустила серию похождений «Joli coeur» («Доброе сердце») в исполнении Армандо Джельсомини, но этот персонаж пользовался не большим успехом, чем Фрико и Джиджетта, созданные актёрами «Амброзио» Эрнесто Вазером и Джиджеттой Морано. Большей удачи добилась в Риме «Чинес» своей серией похождений Тонтолини, роль которого исполнял французский клоун Фердинан Гийом..
Затем возвращается во Францию и подписывает контракт с Пате. Снимается в фильмах совместно с Валентиной Фраскароли. После войны Дид снова уезжает в Италию, но вскоре был вынужден возвратиться в Париж. В 1923 году Гастон Равель пригласил Дида сниматься в многосерийном фильме «Тао». Позднее он получил эпизодическую роль в фильме Жоржа Монка «Мисс Хелиетт». В конце своей жизни Дид работает реквизитором.

## Творческий метод
В России он был широко известен под кличкой «Глупышкин». Дид создает образ незадачливого молодого человека, который попадает в самые нелепые переделки и всегда выходит «сухим из воды». Его образ был сродни цирковому клоуну, но вместо словесных реприз, Буаро — Дид должен был создавать «репризы», сотканные из погонь и преследований, вызывающих у зрителей смех своей предельной нелепостью. По мнению Ж. Садуля: «Андре Дид создал тип, традиционный для цирка и "кафе-концертов", — простофилю, который ломает мебель, бьет тарелки, получает кремовые торты прямо в физиономию и несчетное число пинков в зад. Он простофиля, и его комизм идёт дальше грубого внешнего эффекта».
Андре Дид в отличие от Макса Линдера не создал себе постоянного сценического образа или типа. Но у всех его героев лишь одна общая черта — тупость. Его идиотский комизм основан прежде всего на нелепости.
«…Этот комик всегда остается плоским и не выходит за рамки «Политого поливальщика». Но у него точный, уверенный жест и хорошее чувство ритма, чего не хватает большинству французских комиков…» (Ж. Садуль. Всеобщая история кино. Том 1. — М.:"Искусство", 1958.).

## Фильмография
- 1901 — Странные дислокации
- 1905 — Буаро переезжает
- 1905 — Погоня за париком
- 1906 — Настойчивый ухажер, или Господин, который преследует женщин
- 1907 — Буаро в обучении
- 1907 — Наша фанфара участвует в соревновании
- 1907 — Буаро — король воров
- 1907 — Первые шаги шофера
- 1908 — Свадьба Буаро
- 1908 — Буаро поел чеснока
- 1908 — Первые шаги щеголя
- 1908 — Чудесный платок
- 1908 — Дюжина свежих яиц
- 1908 — Ученик архитектора
- 1908 — Человек-обезьяна
- 1909 — Кретинетти, король полицейских
- 1909 — Кретинетти на балу
- 1910 — Штаны Кретинетти
- 1911 — Кретинетти-гипнотизер
- 1912 — Грибуй становится Буаро
- 1913 — Буаро-кирасир
- 1913 — Буаро добывает жену
- 1914 — Кретинетти и бразильские сапоги
- 1914 — Кретинетти боится цеппелинов
- 1921 — Механический человек
- 1923 — Тао
- 1925 — Фи-Фи
- 1927 — Мисс Хелиетт